# Мышечно-кожный нерв
Мышечно-кожный нерв (лат. nervus musculocutaneus) — смешанный нерв плечевого сплетения, начинающийся от шейных спинномозговых нервов C5—C7. Он обеспечивает двигательную иннервацию мышц переднего отдела руки: клювовидно-плечевой мышцы, двуглавой мышцы плеча и плечевой мышцы. Обеспечивает чувствительную иннервацию латеральной части предплечья.

## Строение
Мышечно-кожный нерв выходит из латерального пучка плечевого сплетения. Возникает от спинномозговых нервов от С5 до С7. Он следует по ходу части подмышечной артерии дистальнее малой грудной мышцы латерально и входит в переднюю часть руки, где проходит через клювовидно-плечевую мышцу. Затем она проходит через двуглавую мышцу плеча и плечевую мышцу. На 2 см выше локтя она пронзает глубокую фасцию и после локтевого сустава отдаёт латеральный кожный нерв предплечья.
Это смешанный нерв, так как он обеспечивает и двигательную и чувствительную иннервацию. В частности, нерв обеспечивает двигательную иннервацию клювовидно-плечевой мышцы, двуглавой мышцы плеча и плечевой мышцы. Его конечная ветвь, латеральный кожный нерв предплечья, обеспечивает чувствительную иннервацию латеральной стороны предплечья от локтя до запястья. Мышечно-кожный нерв также отдаёт суставные ветви к локтевому суставу и плечевой кости.